# Матіас Ланге
Матіас Ланге (нім. Mathias Robert Lange; нар. 13 квітня 1985, Клагенфурт) — австрійський хокеїст, воротар.

## Ігрова кар'єра
Вихованець клубу Австрійської хокейної ліги «Клагенфурт», де і розпочав хокейну кар'єру 2001 року.
З 2002 по 2009 виступав у Північній Америці, де захищав кольори нижчолігових або університетських команд. Влітку 2009 повернувся в Європу і уклав контракт з німецьким «ДЕГ Метро Старс». Згодом три сезони відіграв за клуби Другої Бундесліги, зокрема «Бітігайм-Біссінген» та «Швеннінгер Вайлд Вінгс».
27 липня 2013 Матіас уклав однорічний контракт з клубом Німецької хокейної ліги «Ізерлон Рустерс».
Ланге відіграв за «Ізерлон Рустерс» шість сезонів та завершив ігрову кар'єру 9 березня 2019 року.
Після чого він повернувся до Північної Америки, де працює в професійній хокейній сфері координатором з операцій.

## На рівні збірних
Ланге був заявлений збірною командою Австрії на чемпіонат світу 2013 але не провів жодної зустрічі. У складі національної збірної дебютував на зимових Олімпійських іграх 2014 у Сочі.